# Booglamp

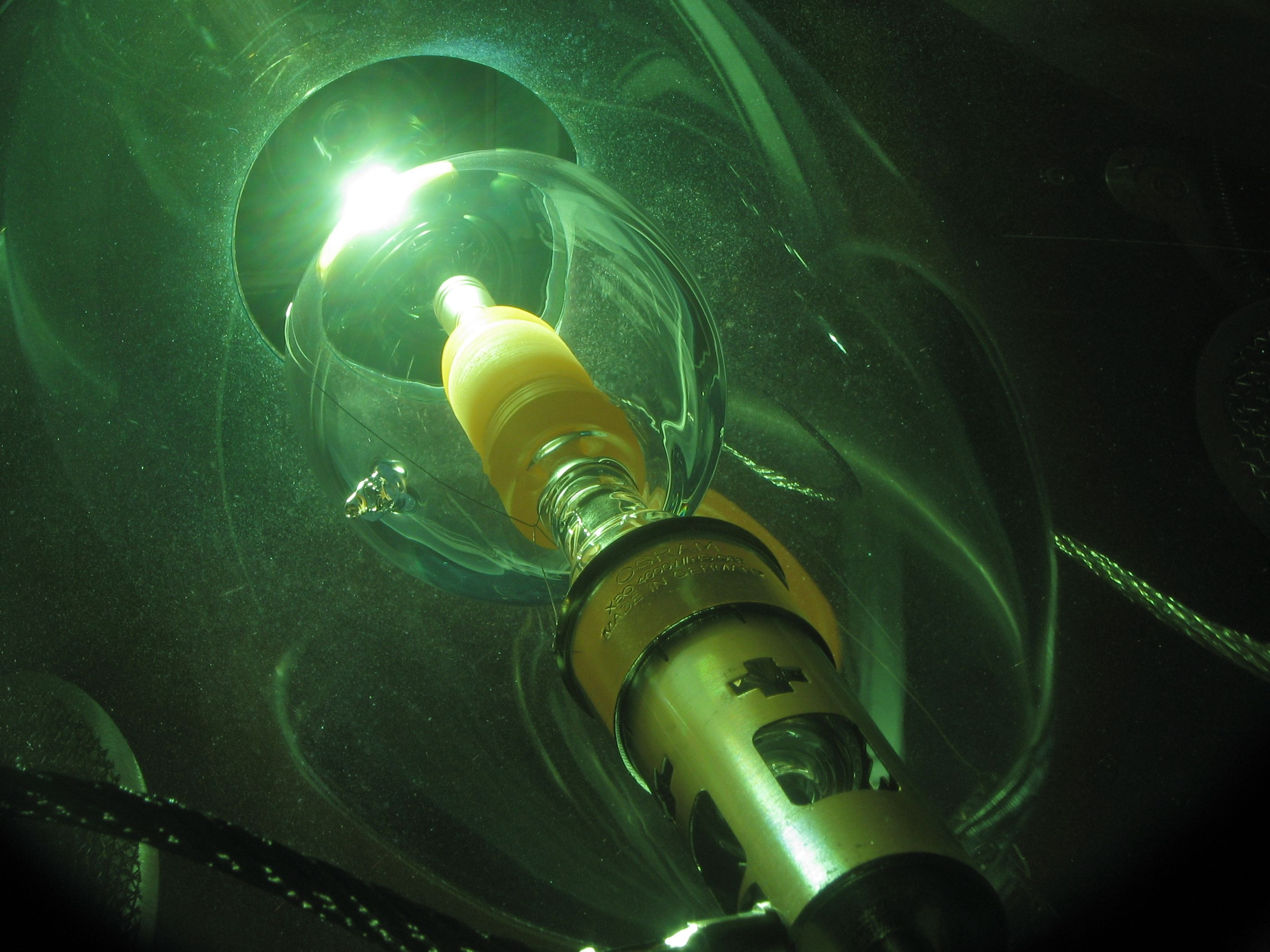
Xenonbooglamp in bedrijf

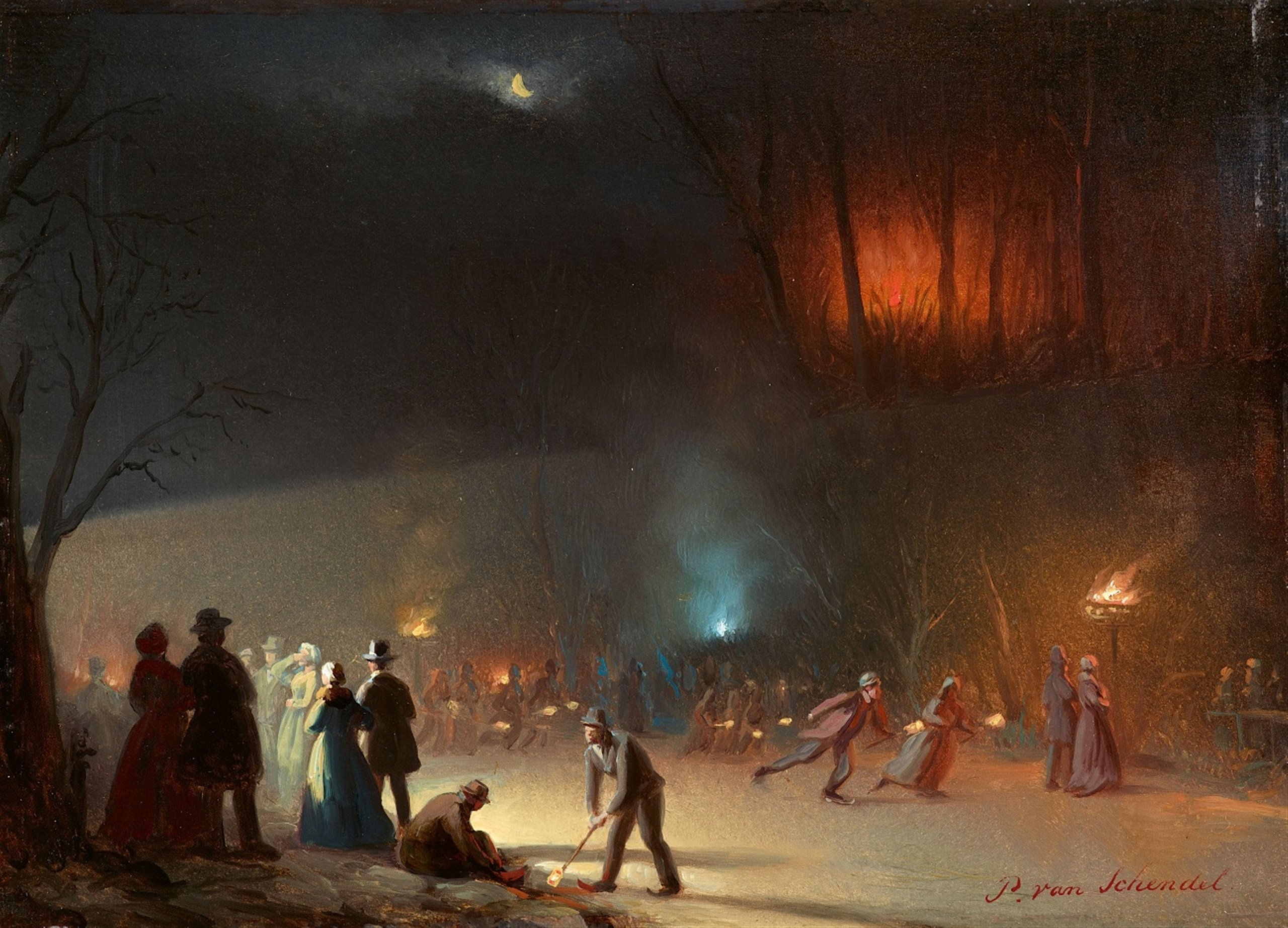
Het licht van een booglamp weergegeven door Petrus van Schendel (ca. 1869-1870)

Een booglamp is een lamp waarin een elektrische stroom een zeer hete boog van licht veroorzaakt, ook wel vlamboog genoemd.

## Ontwikkeling
De eerste serieuze pogingen om elektrische energie om te zetten in zichtbaar licht konden pas worden uitgevoerd na de uitvinding van de elektrische generator; pas toen kwam elektriciteit met voldoende vermogen beschikbaar. De booglamp was het werk van Sir Humphry Davy in de eerste jaren van de 19e eeuw. De Rus Pavel Jablotsjkov verfijnde de techniek en verlichtte er in 1878 enkele straten van Parijs mee. Omdat het licht van een booglamp veel te fel is voor huishoudelijk gebruik, werden booglampen meestal voor belichting van grote ruimtes gebruikt. Pas met de uitvinding van de gloeilamp werd elektrische verlichting thuis mogelijk.

## Werking
In een booglamp worden twee koolstofstaven (de elektroden) met de punten tegen elkaar gezet in een zodanige opstelling dat naderhand de afstand tussen de twee staven met een schroef veranderd kan worden. Als er nu tussen de twee koolstofstaven een elektrische spanning wordt aangelegd, dan zal er een stroom gaan lopen. De plaats met de hoogste weerstand zal nu het warmst worden. Dit is de plaats waar de punten van de koolstofstaaf elkaar raken. Deze plek wordt eerst roodgloeiend. Als daarna de afstand tussen de staven iets wordt vergroot, ontstaat een boog van fel wit licht. Het uitgezonden licht bevat niet alleen het zichtbare gedeelte van het spectrum, maar ook een veel hogere intensiteit in het onzichtbare ultraviolet, met een maximum bij 220 nanometer golflengte.

## Xenonlamp
Een moderne uitvoering is de xenon gasontladingslamp, die in stadionverlichting, film- en grote diaprojectoren wordt gebruikt, maar tegenwoordig ook in personenauto's. De gevaarlijke uv-straling wordt voor een deel tegengehouden door de omhulling, maar is nog steeds gevaarlijk om direct in te kijken.

## Staande lamp
Een booglamp is ook een leeslamp die op de grond staat, zo genoemd naar de vorm van het armatuur.
argandse lamp ·
booglamp ·
carbidlamp ·
CCFL ·
davylamp ·
EEFL ·
elektrodeloze lamp ·
elektronenflitser ·
filmzon ·
flitser ·
fluorescentielamp ·
gaslicht ·
gasontladingslamp ·
gloeilamp ·
halogeenlamp ·
hefnerlamp ·
hogehelderheidsled ·
jablochkoff-kaars ·
kaars ·
kalklicht · 
knijpkat ·
kwiklamp ·
lantaarn ·
ledlamp ·
menglichtlamp ·
metaalhalidelamp ·
natriumlamp ·
neonlamp ·
nernstlamp ·
olielamp ·
petroleumlamp ·
spaarlamp ·
tl-buis ·
xenonlamp ·
zaklantaarn